# Kissister fuentei
Kissister fuentei är en skalbaggsart som först beskrevs av Edmund Reitter 1896.  Kissister fuentei ingår i släktet Kissister och familjen stumpbaggar. Inga underarter finns listade i Catalogue of Life.